# Forteresse de Longtanshan

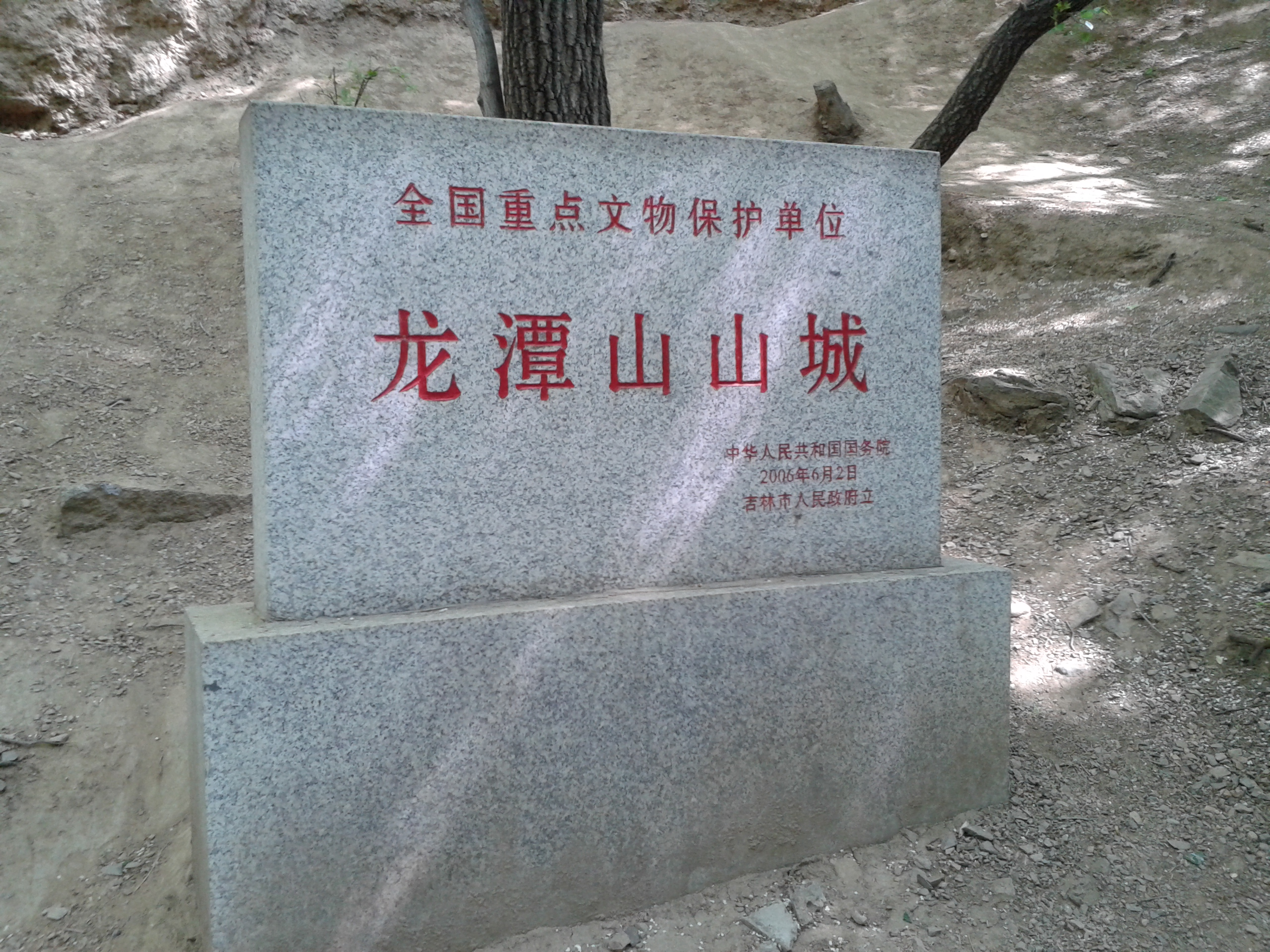
Stèle annonçant la forteresse

La forteresse de Longtanshan (龙潭山城), appelée Yongdam sanseong (용담산성) en coréen, est un site archéologique situé sur une colline dominant la ville de Jilin et la Songhua, dans le nord-est de la Chine. Elle date de la fin de l'époque du royaume de Koguryo (-37 à 668) et est classée dans la liste des monuments historiques de Chine (6-53) depuis 2006.

## Description
Le mur de la forteresse a été construit le long de la crête du Longtanshan, une colline culminant à 388 m d’altitude. Il mesure 2396 m de long pour une largeur (3 à 10 m à la base) et une hauteur (2 à 10 m) variable, dépendant de la topographie du terrain. Il est constitué de pierres et de terre, parfois simplement d'argile. Dans la partie haute, des plateformes (20-25 x 6-9 m) devaient supporter des pavillons. La forteresse avait trois portes, une au sud, une au nord et une à l'ouest. Au nord-ouest, il y a un grand étang artificiel (53 x 26 m pour 9 m de profondeur) appelé Longtan avec un canal de drainage. Au sud-ouest, une grande fosse circulaire servait d'entrepôt pour le matériel militaire, notamment des pointes de flèche et des haches en fer. 
Avec ses deux forteresses satellites à Dongdansan (2,5 km au sud-est) et à Dongdosan (12 km au nord-ouest, il est estimé qu'elle a été construite après la conquête des territoires de Puyo par le Koguryo pour défendre cette région centrale à l'époque du règne de Kwanggaeto (r. 391-413). 